# Domenico Bartolini
Domenico Bartolini (ur. 16 maja 1813 w Rzymie, zm. 2 października 1887 we Florencji) – włoski duchowny katolicki, kardynał.

## Życiorys
31 marca 1875 Pius IX wyniósł go do godności kardynalskiej z tytułem diakona San Nicola in Carcere, zaś 3 sierpnia 1876 z tytułem prezbitera San Marco. Wziął udział w konklawe wybierającym Leona XIII. W latach 1878–1886 był prefektem Świętej Kongregacji do spraw Świętych Obrzędów. Od 1886 do 1887 pełnił urząd Kamerlinga Świętego Kolegium Kardynałów.